# Schwimbach

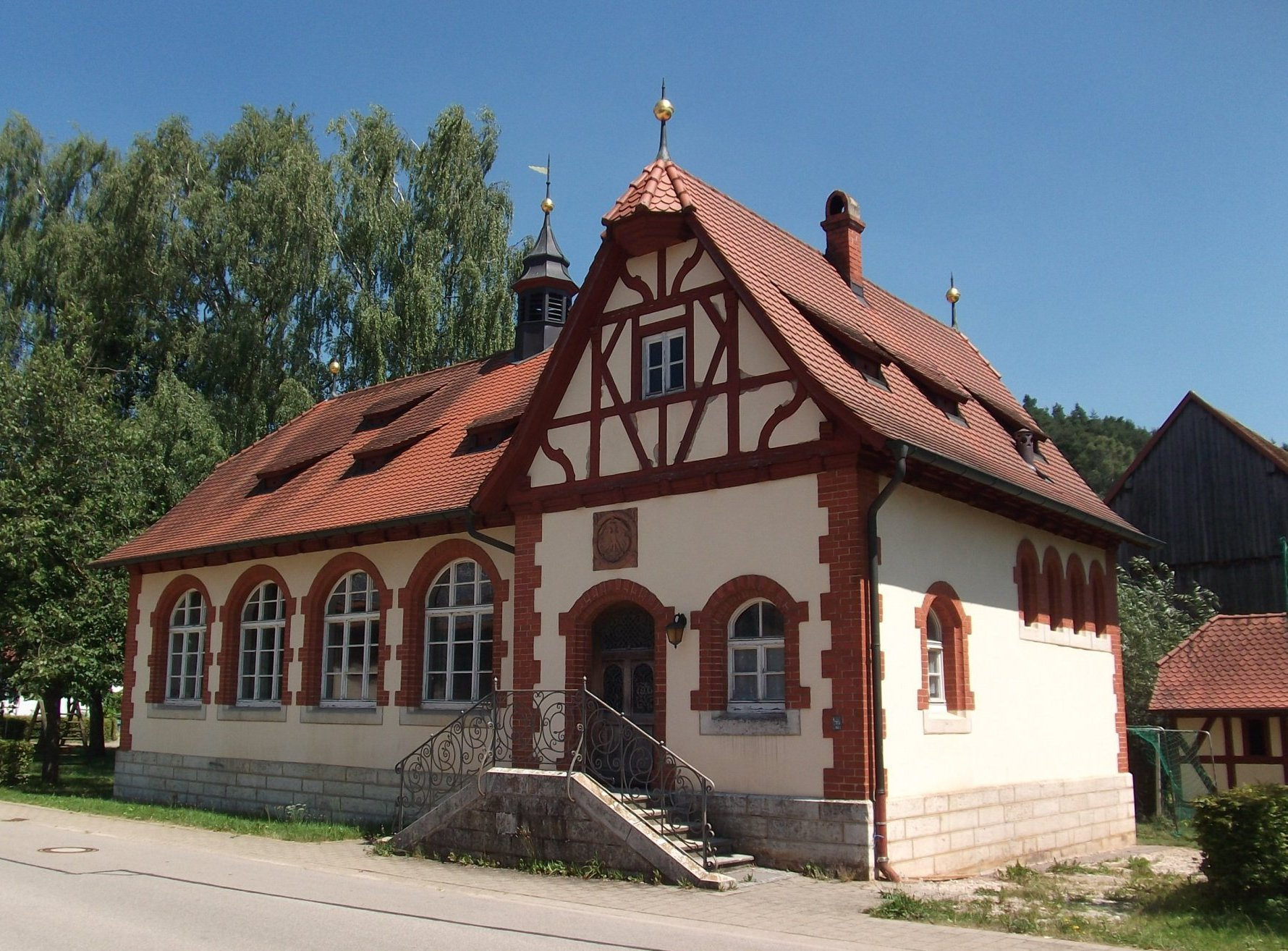
Ehemaliges Schulhaus von 1897

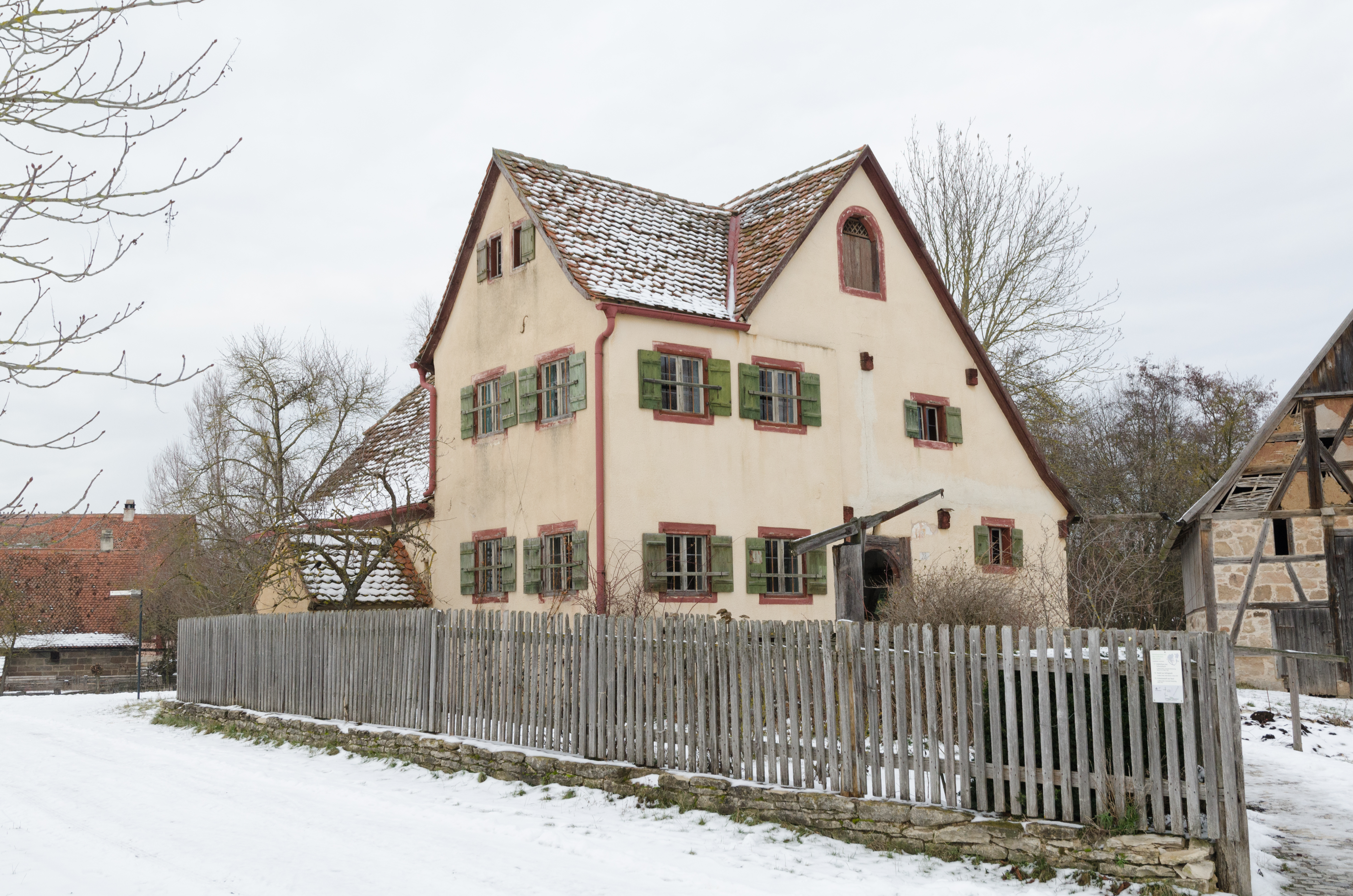
Ehemaliges Köblerhaus aus Schwimbach im Fränkischen Freilandmuseum Bad Windsheim

Schwimbach ist ein Gemeindeteil des Marktes Thalmässing im Landkreis Roth (Mittelfranken, Bayern). Die Gemarkung Schwimbach hat eine Fläche von 5,662 km². Sie ist in 794 Flurstücke aufgeteilt, die eine durchschnittliche Flurstücksfläche von 7130,99 m² haben. In ihr liegen neben dem namensgebenden Ort die Gemeindeteile Appenstetten und Stetten.

## Geographische Lage
Das Pfarrdorf liegt im Norden des Naturparks Altmühltal, im Tal des Schwimbaches, eines Zuflusses der Thalach, rund drei Kilometer nordöstlich von Thalmässing. Gemeindestraßen verbinden Schwimbach mit der Umgebung und der etwa 2,5 km östlich vorbeiführenden Bundesautobahn 9.
Die Dorfflur war im 19. Jahrhundert 316 Hektar groß.

## Geschichte
Die erste urkundliche Erwähnung ist für das Jahr 1225 im Urbar der Marschälle von Pappenheim überliefert. In Schwimbach gab es einen Ortsadel, der im Burgstall, genannt Biburg, saß; so ist für 1253 ein Ulrich „de Swinnebach“ erwähnt. 1301 verkaufte Herrmann von Stauf seinen Eigenbesitz in Schwimbach an den Eichstätter Domkustos Albert Fricho/Frikko, der mit den Einkünften aus dem neuen Besitz 1302 eine Kanonikerstelle am Eichstätter Willibaldschor stiftete. 1330 verkaufte Heinrich von Dürrenwang das Dorf und die Vogtei an Hans von Wilhalmsdorf. 1372 ist ein Chunz von Wilhalmsdorf zu „Swinpach“ genannt. Durch Kauf von den Vormündern seiner Kinder dieses Conrad Wilhelmsdorfer/Wilmsdörfer kam das Dorf mit Markung, Gericht und Vogtei am 3. Juni 1383 unter dem Spitalpfleger Brand Groß in den Besitz des Heilig-Geist-Spitals in Nürnberg; das Besetzungsrecht der Pfarrei besaß das Spital schon seit 1339 durch Kauf von dem Eichstätter Dompropst Hermann von Stauff. Im Dreißigjährigen Krieg wurde das Dorf 14 mal ausgeplündert; bei einem Einfall im Jahr 1633 wurden 23 Gebäude des Dorfes vernichtet. Zum Wiederaufbau trugen niederösterreichische Exulanten bei. Eine Lithographie von 1754 zeigt, dass im 18. Jahrhundert Fachwerkgiebel das Dorfbild prägten, von denen sich einige bis in die Gegenwart erhalten haben.
Gegen Ende des Alten Reiches, um 1800, bestand Schwimbach aus 31 Untertanen-Anwesen des Spitalamtes Nürnberg, das die Dorf- und Gemeindeherrschaft ausübte, und zwar über drei Höfe, 24 Köblergüter, eine Wirtschaft und zwei Leerhäuser (= Häuser ohne nennenswerten Grundbesitz). Außer der evangelischen Kirche (die Pfarrei gehörte seit 1796 zum Kapitel Weimersheim) gab es im Dorf noch das Pfarrhaus, Schulhaus und Hirtenhaus. Die Hochgerichtsbarkeit hatte das brandenburg-ansbachische Oberamt Stauf-Landeck inne. Als weitere rechtliche Instanz gab es die Ehehaft Schwimbach.
Im Königreich Bayern wurde Schwimbach 1808 mit sechs weiteren Orten ein eigener Steuerdistrikt. Allerdings wurde 1816 Offenbau der Hauptort des Steuerdistrikts, dieser wurde entsprechend umbenannt. Im Zuge der Gemeindebildung von 1818 wurden Schwimbach, die Einöde Appenstetten und der Weiler Stetten zur Ruralgemeinde Schwimbach zusammengeschlossen. Die Gemeinde gehörte seit 1809 zum Landgericht Raitenbuch und kam 1812 an das Landgericht Greding.
Im Zuge der Gemeindegebietsreform wurde die Gemeinde Schwimbach am 1. Mai 1978 mit ihren Ortsteilen nach Thalmässing im Landkreis Roth eingemeindet.

### Einwohnerentwicklung
(Nur das Dorf, nicht die Gemeinde Schwimbach)
- 1797: 30 Untertanen-Familien[20]
- 1829: 167 (39 Familien)[21]
- 1840: 158 (33 Häuser)[22]
- 1864: 189 (39 Häuser, 51 Familien)[23]
- 2015: 89[24]

## Wirtschaft
Schwimbach war landwirtschaftlich orientiert. Im Zuge der strukturellen Transformation sind die traditionellen sektoralen Grenzen fließender geworden. Die Bewohner sind heute sektorübergreifend beschäftigt: Ein Großteil von ihnen pendelt zur Arbeit in andere Orte, während sich gleichzeitig im Ort Betriebe aus den Bereichen traditionelles Handwerk, antiautoritäre Tierzucht und fränkischer Gastronomie etabliert haben.
Es gibt bis heute keine Siedlungsgebiete.
Auch handelt es sich bei dem Bereits erwähnten Schulhaus nicht um ein ehemaliges Bahnhofsgebäude. Schwimbach verfügte nie über eine direkte Bahnanbindung.

## Baudenkmäler

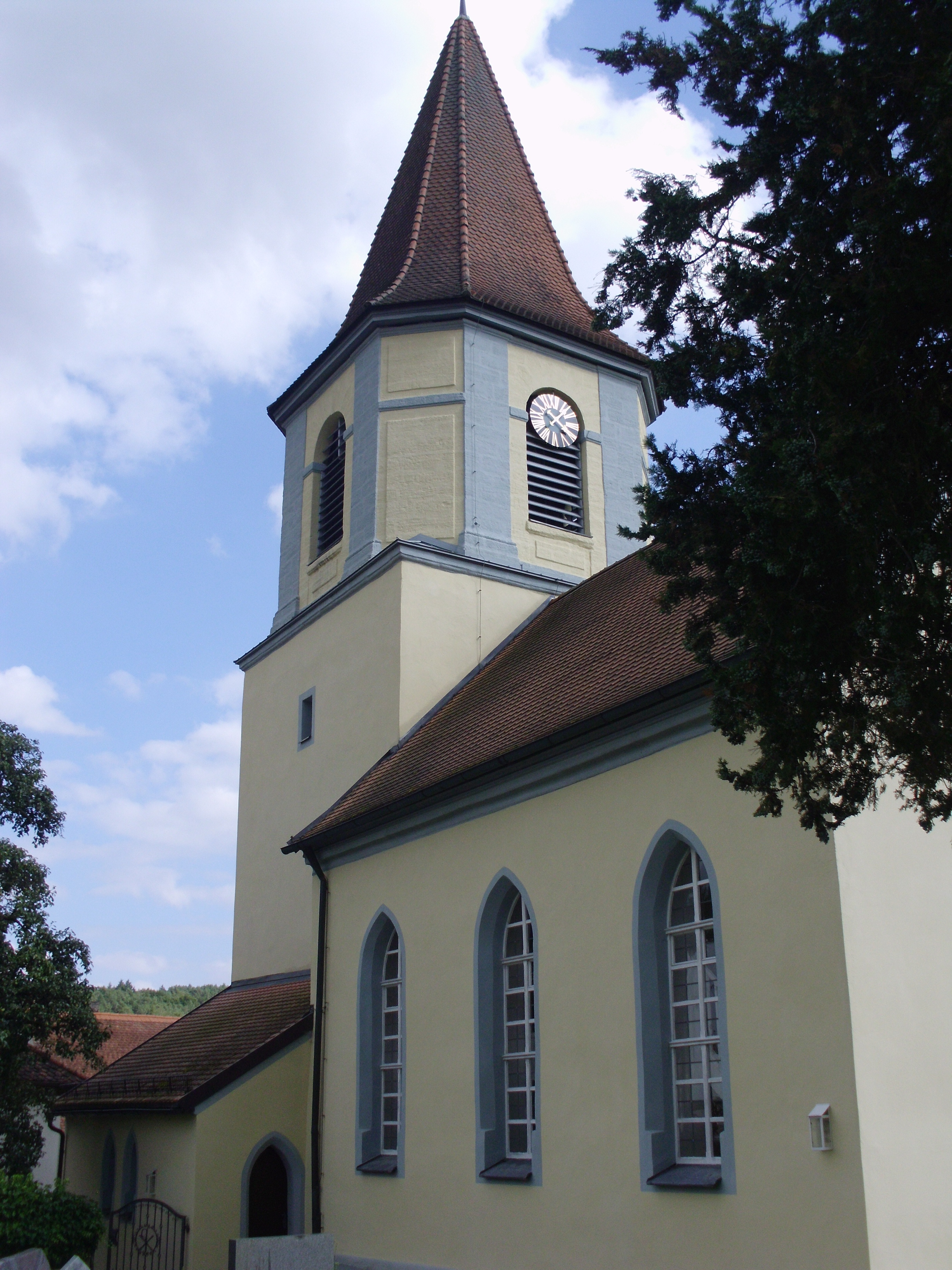
Pfarrkirche St. Lorenz

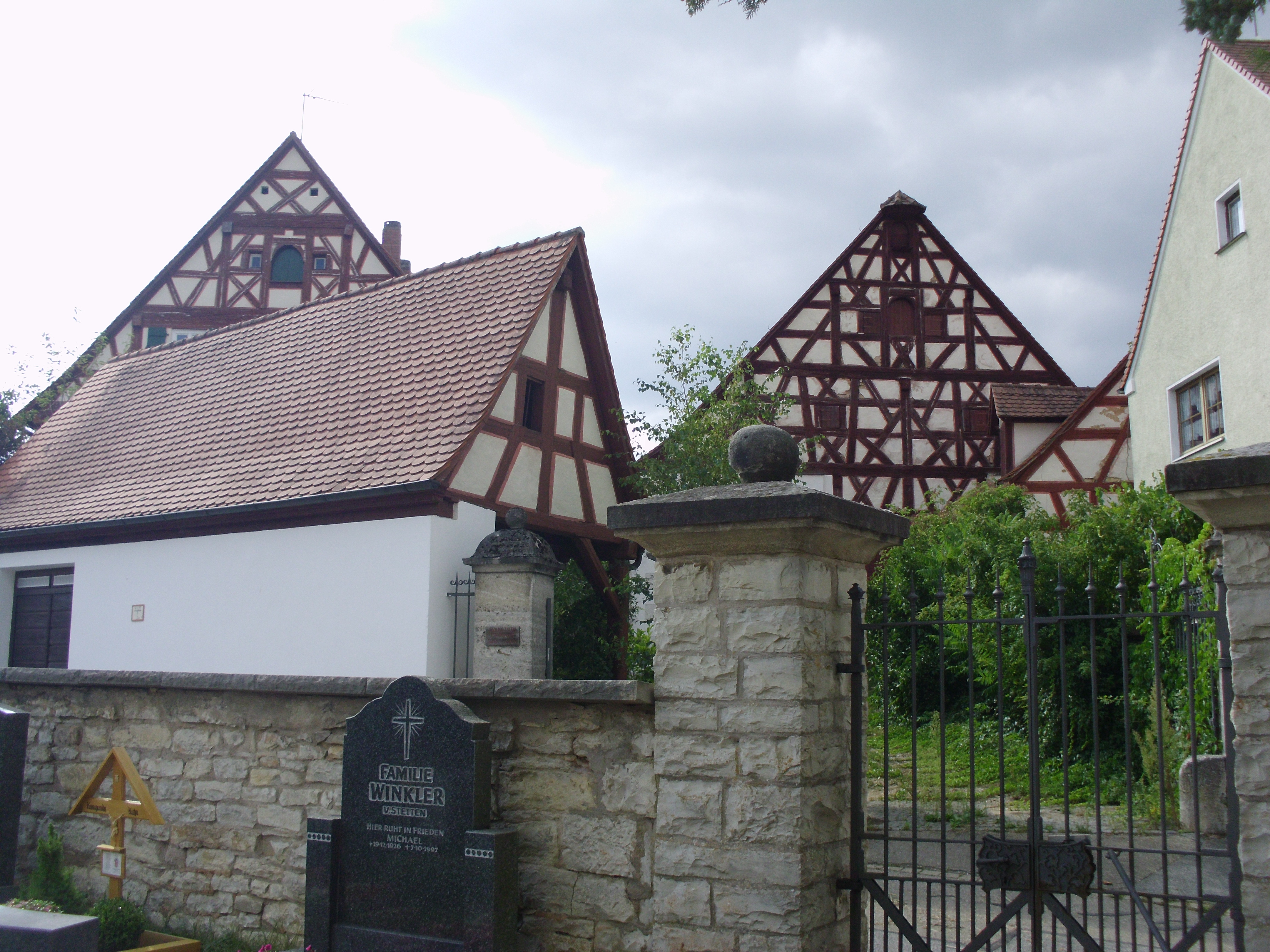
Fachwerkbauten in der Nähe der Kirche

- Die evangelisch-lutherische Pfarrkirche St. Lorenz besteht aus einem 1859 in heutiger Gestalt erbauten Langhaus und einem im Osten stehenden mittelalterlichen Chorturm (13./14. Jahrhundert), der 1763 ein neues, oktogonales Glockengeschoss erhielt. Im Chor steht ein spätgotischer Flügelaltar von 1511, der im Schrein eine Sitzfigur des hl. Laurentius zeigt, und wohl von Nürnberger Meistern geschaffen und im 19. Jahrhundert „nicht ganz glücklich restauriert wurde“. – In Schwimbach, ursprünglich eine Adelspfarrei der Herren von Stauf, wurde 1525 durch die Stadt Nürnberg die Reformation eingeführt.[25] Die alte Nürnberger Kirchenordnung (Gebrauch sakraler Gewänder, Privatbeichte u. a. m.) galt in Schwimbach bis Ende des 18. Jahrhunderts.[26]
- Gasthaus, mittelalterlicher Giebelbau mit Heilig-Geist-Stube, holzvertäfelt um 1650[27]

## Sonstiges
Am zweiten Wochenende im September wird Kirchweih gefeiert.

## Persönlichkeiten
- Gottfried Christoph Oesterlein, * als Pastorensohn in Schwimbach; † Mai 1789 in Nürnberg, Jurist, Lautentist[28]